# Позивні «Вершина»
«Позивні „Вершина“» — радянський художній фільм 1984 року, знятий режисером Юсуфом Азізбаєвим на кіностудії «Таджикфільм».

## Сюжет
На будівництві високогірної ГЕС через сильний підземний поштовх від вершини скелі відокремився і повис над котлованом гігантський шматок породи. У небезпеці опинилися люди, техніка, будівництво. Бригадир скелелазів Лоїк, його наречена Ділором та Мурод наважуються створити умови для потужного спрямованого вибуху. Дізнавшись, що Ділором готується стати матір'ю, інженер Мехрубон замінює її в четвірці скелелазів.

## У ролях
- Бімболат Ватаєв — головна роль
- Фархот Абдуллаєв — головна роль
- Тимур Азізбаєв — головна роль
- Ділором Камбарова — роль другого плану
- Олександр Соловйов — роль другого плану
- Ато Мухамеджанов — роль другого плану
- Сайрам Ісаєва — роль другого плану
- Михайло Чигарьов — Андрій
- Юрій Гусєв — Казаков
- Махамадалі Мухамадієв — роль другого плану
- Алі Мухаммад — Пулат
- Олена Фіногеєва — роль другого плану
- Сергій Гурзо — роль другого плану
- Болот Бейшеналієв — роль другого плану
- Володимир Нікітін — роль другого плану
- Саврінісо Сабзалієва — лікар

## Знімальна група
- Режисер — Юсуф Азізбаєв
- Сценарист — Валентин Максименков
- Оператор — Ростислав Пірумов
- Композитор — Фіруз Бахор
- Художник — Володимир Салімов